# Tukthus
Tukthus (ty. Zuchthaus) var förr benämning för större straff- eller tvångsarbetsanstalter. Genom "tukt", det vill säga sträng disciplin och ordnad sysselsättning, skulle fångarna göras till nyttiga samhällsmedlemmar.
De första tukthusen tillkom under 1500-talets senare hälft i England och Nederländerna. Med dessa förebilder anlades sedan tukthus i så gott som i alla europeiska länder. Motivet var den stora vinst, som tukthusen gav eller sades ge. En tid lär tukthusen ha gett dubbelt så mycket i intäkt som de kostade. Det som utmärkte dessa anstalter, åtminstone de bättre av dem, var att fångarna hölls i konstant arbete. 
Detta ledde till att tukthusen inte hade det uppfostrande och förbättrande inflytande som avsetts, utan i själva verket blev högskolor för laster och brott. Även efter de stora förändringar som senare gjordes på fångvårdsanstalterna fortsatte benämningen tukthus att användas. I tysk, finländsk och dansk lag betecknade tukthusstraff (tukthusarbete) det som den svenska lagen kallade straffarbete. 
Ett fångförvar ordnades i Stockholm år 1624 under tuktmästaren Joachim Firbrandt, då kung Gustaf II Adolf beordrade denne att anlägga ett barnhus med 100 platser för värnlösa och övergivna ungdomar.
Officiellt fanns tukthusstraffet kvar i Finland fram till 1975.

### Fotnoter
1. 1 2  ”tukthus”. Förvaltningshistorisk ordbok. Svenska litteratursällskapet i Finland. 2016
2. ↑  Wetterberg, Gunnar (2002). Kanslern: Axel Oxenstierna i sin tid. D. 1. Atlantis. sid. 378. ISBN 978-91-7486-602-5. Läst 13 september 2024
3. ↑  Upplands-Bro Kulturhistoriska Forskningsinstitut: 1144 - Om stora barnhusinrättningens öden, läst 16 april 2017
4. ↑  Frihetsstraff i Uppslagsverket Finland (webbupplaga, 2012). CC-BY-SA 4.0